# Hard Gay
Razor Ramon Hard Gay (レイザーラモン HG, també conegut com a Razor Ramon Sumitani) és el nom artístic de Masaki Sumitani (住谷正樹 Sumitani Masaki), humorista, nascut el 18 de desembre del 1975.
Aquest personatge saltà a la popularitat a nivell nacional (Japó) gràcies a les seves aparicions en el show televisius dels dissabtes de la cadena de televisió japonesa TBS "Bakushō Mondai no Bakuten!" (Daibakuten) el 2005.
Cal no confondre'l amb el lluitador professional nord-americà Scott Hall, qui va utilitzar l'àlies "Razor Ramon" durant la seva carrera.